# Meuraksa (Meureudu)
Meuraksa is een bestuurslaag in het regentschap Pidie Jaya van de provincie Atjeh, Indonesië. Meuraksa telt 1337 inwoners (volkstelling 2010).